# Adobe Revel
Adobe Revel（旧名:Adobe Carousel）とはアドビが開発、販売していた写真管理、共有アプリケーションおよびサブスクリクションサービス。

## 概要
2011年9月8日、Photoshop World 2011の基調講演にて、iPad、iPhone、iPod touch、Mac OS向けのAdobe® Carousel™（アドビ カルーセル）を発表。
毎月50件までの写真とビデオをアップロードできる無償版と、年額5200円（月額500円）で容量無制限となる有償版（Revel Premium）の２種類のサービスで展開された。
2012年1月10日、サービス名称をAdobe Revelに改称。名称変更の理由は、「機能をより幅広く表す名称」とするためで、商標などの問題ではないとされている。
2013年9月にはWindows版、2014年3月にはAndroid版と順調にプラットフォームは拡充されていったが、2015年11月19日にサービス終了を発表。2015年11月20日に、すべてのアプリストアからRevelを削除。2016年2月23日にサービス終了。2016年5月24日をもってファイルのダウンロードを停止。完全にサービスが終了となった。
サービス終了後は、Adobe Creative Cloud フォトグラフィプランへの移行が推奨された。専用のダウンロードアプリが準備されたが、移行用のツールなどは用意されておらず、ローカルへのダウンロード、手動でのアップロードが必要だった。